# Sophie Rundle
Sophie Rundle (21 april 1988) is een Brits actrice. 

## Jonge jaren
Rundle is in Engeland geboren als dochter van Michael en Fiona Rundle. In 2011 studeerde Rundle af aan de Royal Academy of Dramatic Art in de richting acteren.

## Rollen
Rundle is vooral bekend vanwege haar rollen als Ada Shelby in de Britse historische dramaserie Peaky Blinders van BBC One, als Vicky Budd in de BBC-televisieserie Bodyguard, als cryptoanalist Lucy in de ITV-dramaserie The Bletchley Circle en als Labia in de Brits-Amerikaanse televisie sitcom Episodes. Ook speelt ze Alice in de dramaserie Jamestown van Sky One uit 2017. In 2019 vertolkt ze de rol van Ann Walker in de televisieserie Gentleman Jack en de rol van Sukey in de tv-bewerking van Emma Healey's boek Elizabeth is Missing.  
- Gemeinsame Normdatei: 1248691253
- International Standard Name Identifier: 0000 0004 8288 5470
- Library of Congress Control Number: no2013122306
- MusicBrainz: aabfd72e-6224-4d1f-a338-0799c4325391
- Système universitaire de documentation: 188628150
- Virtual International Authority File: 1584152821996001040009
- WorldCat: E39PBJtcHTkbpfHkdqxj6B7mBP